# بیماری هایلی–هایلی
بیماری هایلی-هایلی (به انگلیسی: Hailey–Hailey disease) یا پمفیگوس مزمن خوش‌خیم ارثی گونه‌ای بیماری ژنتیک است که موجب ایجاد تاولهایی بر پوست دست می‌گردد. این بیماری توسط برادران هایلی در ۱۹۳۹ کشف شد.